# Harald Haselmayr

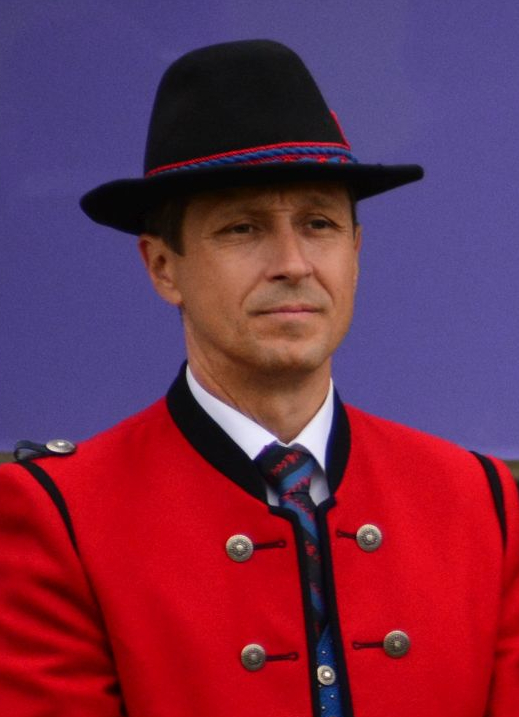
Harald Haselmayr beim Treffen der Feuerwehrmusikkapellen in Gramastetten (2018)

Harald Haselmayr (* 12. Mai 1972 in Linz) ist ein österreichischer Musiker, Dirigent und Kommunalpolitiker (ÖVP).

## Ausbildung
Seine erste musikalische Ausbildung an der Trompete erhielt Harald Haselmayr im Alter von 10 Jahren an der Landesmusikschule Rohrbach in OÖ.
Haselmayr erlernte den Beruf eines technischen Zeichners. Von 1994 bis 1997 erhielt er eine Ausbildung am Bruckner-Konservatorium Linz in Instrumentalpädagogik und Trompete/Jazz, von 2000 bis 2002 absolvierte er das Studium Instrumentalpädagogik und Trompete/Klassik sowie Blasorchesterleitung bei Johann Mösenbichler, das er mit Auszeichnung abschloss. Danach folgte bis 2003 an der Universität Mozarteum Salzburg ein Trompetenstudium bei Gottfried Menth, das er als Magister artium abschloss.
Im Jahr 2012 promovierte er sich am Institut für Volksmusikforschung und Ethnomusikologie bei Gerlinde Haid an der Universität für Musik und darstellende Kunst in Wien zum Doktor der Philosophie mit einer Dissertation über couleurstudentisches Singen.

## Funktionen und Ämter
1992 leistete Harald Haselmayr im Bundesheer seinen Präsenzwehrdienst und wurde der Militärmusik Oberösterreich als Trompeter zugeteilt.
Nach dem Studium war er ab 2003 als Lehrer für Blasorchesterleitung im Oberösterreichischen Landesmusikschulwerk tätig.
Er absolvierte von 2002 an die Militärkapellmeisterausbildung beim Bundesministerium für Landesverteidigung, die er 2005 mit Auszeichnung abschloss.
Dabei war Haselmayr der Militärmusik Tirol zugeteilt und diente von September 2005 bis April 2006 der Gardemusik Wien als zweiter Kapellmeister und Lehroffizier.
Ab April 2006 war er mit der Leitung der Militärmusik Oberösterreich beauftragt und von 2007 bis 2015 deren Kapellmeister. 2009 wurde Haselmayr zum Major befördert.
Von März 2015 bis Oktober 2020 war Haselmayr Kapellmeister der Polizeimusik Oberösterreich.
Seit 2021 ist er Bürgermeister der Marktgemeinde Niederwaldkirchen (ÖVP). Bei den Wahlen am 26. September 2021 erhielt er 65 % der Stimmen (bei 84,4 % Wahlbeteiligung).
Harald Haselmayr leitet seit 1994 die Musikkapelle der Marktgemeinde Niederwaldkirchen und wurde 2004 Bezirkskapellmeister des Bezirkes Rohrbach.
Den Oberösterreichischen Blasmusikverband betreute er von 2007 bis 2019 als stellvertretender Landeskapellmeister neben Walter Rescheneder.

## Ehrungen
Im Januar 2024 erhielt er den Berufstitel Professor für außergewöhnliche Leistungen auf künstlerischem und wissenschaftlichen Gebiet.

## Kompositionen
Märsche:
- Durch's Genussland[8]
- Hans im Glück
- In Pluribus Unum – Einheit in der Vielfalt
- Jagdfieber
- Mit voller Energie
- Niederwaldkirchner Festmarsch

| Vorgänger                | Amt                                                         | Nachfolger     |
| ------------------------ | ----------------------------------------------------------- | -------------- |
| Franz Peter Bauer        | Kapellmeister der Militärmusik Oberösterreich 2006–2015     | Josef Strasser |
| Andreas Schwarzenlander  | Kapellmeister der Polizeimusik Oberösterreich 2015–2020     | Robert Wieser  |
| Erich Sachsenhofer (ÖVP) | Bürgermeister der Marktgemeinde Niederwaldkirchen seit 2021 | —              |